# Marthamycetaceae

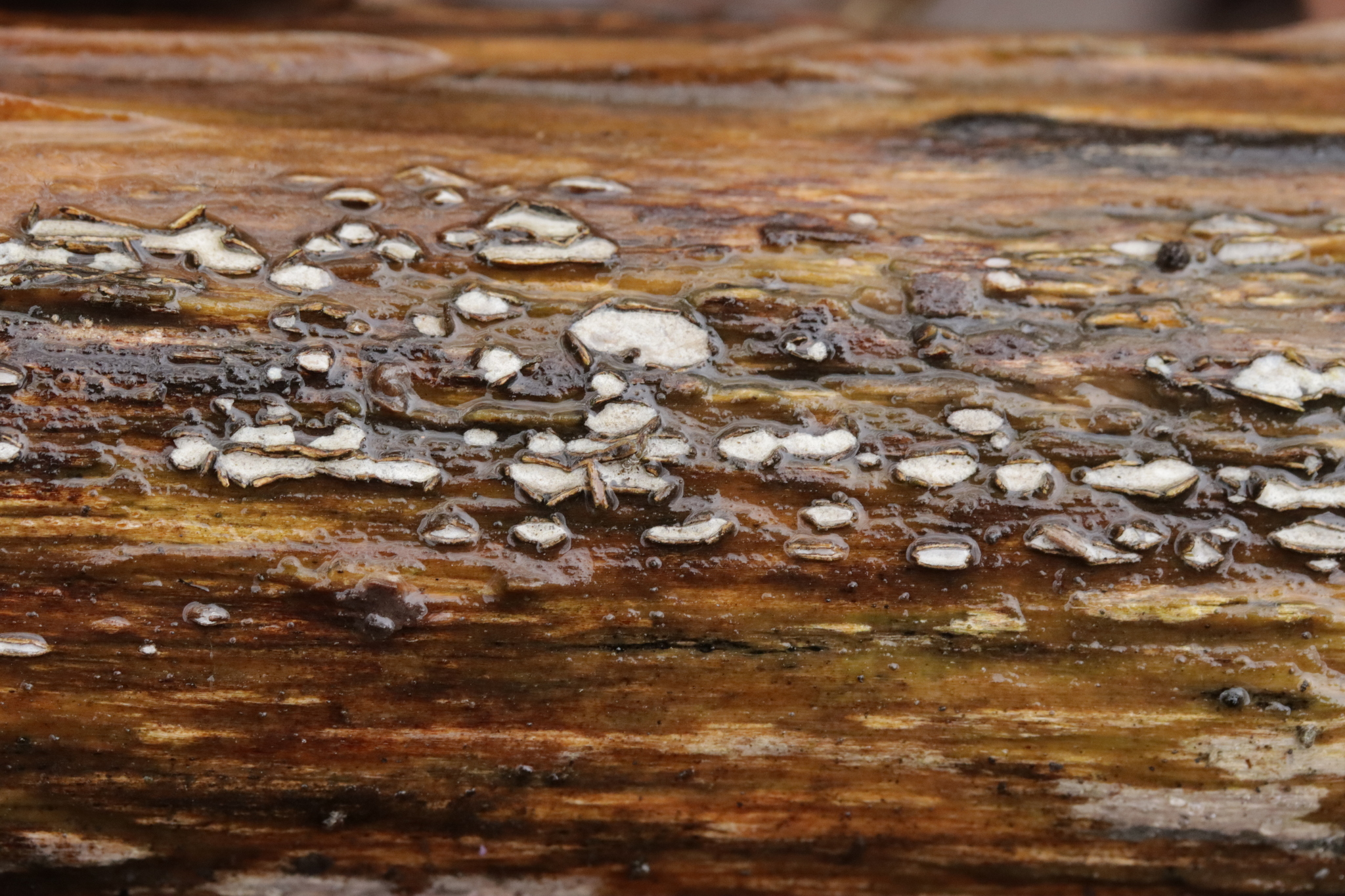
Propolis farinosa

Die Marthamycetaceae bilden die einzige Familie der Pilze innerhalb der Ordnung der Marthamycetales, die zu den Echten Schlauchpilzen gehören.

## Merkmale
Arten der Familie Marthamycetaceae bilden als Fruchtkörper Apothecien, die aus dem Substrat hervorbrechen. Die bedeckende Schicht teilt sich in mehrere unregelmäßige Lappen und enthüllt so die flache Fruchtschicht. Die Unterseite der Lappen und die Oberfläche der Fruchtschicht haben oft ein körniges Exsudat, das ihnen eine weiße, gelbliche oder grünliche Tönung gibt. Von den morphologisch ähnlichen Rhytismatales unterscheiden sie sich durch diese körnigen Strukturen und dadurch, dass die Apothecien tief im Substrat eingesunken sind. Das Excipulum ist reduziert, die Lappen am Rand haben in ihrem Inneren oft haarförmige Strukturen, die Periphysen. Die Paraphysen sind einfach gebaut oder sind zur Spitze hin stark verzweigt. Die Schläuche sind dünnwandig oder mit einer dicken Kuppel an der Spitze. Sie sind inamyloid. Sie besitzen acht oder mehr Sporen. Diese sind ein- bis mehrfach septiert, ellipsoid bis fadenförmig, gerade oder gebogen, manchmal auch mauerförmig. Sie besitzen keine gelatinöse Hülle. Eine Nebenfruchtform ist unbekannt.

## Ökologie
Marthamycetaceae leben saprotroph auf Holz, Rinde und Blättern. Sie sind trockenheitstolerant.

## Systematik
Die Familie Marthamycetaceae wurde erst 2015 von Hans-Otto Baral, Henrik Lantz, Vincent P. Hustad und David William Minter erstbeschrieben. Sie wurde anfangs zu den Chaetomellales gestellt, aber 2019 wurde dann die Ordnung Marthamycetales von Peter R. Johnston und Hans-Otto Baral beschrieben.  Die Ordnung ist daher monotypisch.
Zu der Familie der Marthamycetaceae gehören folgende Gattungen:
- Cyclaneusma mit zwei Arten
- Marthamyces mit 18 Arten
- Mellitiosporiella mit drei Arten
- Mellitiosporium mit zehn Arten
- Naemacyclus mit 13 Arten
- Phragmiticola mit nur einer Art
- Propolina mit nur einer Art
- Propolis mit acht Arten
- Ramomarthamyces mit vier Arten